# Mullvaden (tecknad figur)
Mullvaden (tjeckiska Krtek) är en serie tecknade kortfilmer skapade av den tjeckiske filmskaparen Zdeněk Miler. 

## Handling
Filmerna handlar om en nyfiken, omtänksam och uppfinningsrik mullvad och hans kamrater bland djuren i skogen, bland annat en mus, en igelkott och en kanin, och deras äventyr i skogen eller möte med människans moderna civilisation. 

## Produktion
Milers första film, "Hur mullvaden fick sina byxor", kom till då han ville göra en barnfilm om hur lin bearbetas och blir till tyg. Inspirerad av Disney ville Miler ha ett djur i huvudrollen och beslöt sig för att välja mullvaden när han en dag snubblade på en mullvadshög under en promenad. Filmen visades 1956 i Prag och den söta figuren blev enormt populär i Östeuropa, Tyskland, Österrike och Kina. 
1963 startade produktionen av fler avsnitt och över 50 filmer har gjorts sedan dess. 
Den första filmen hade tjeckisk speakerröst men Miler ville ha en tecknad film som skulle kunna förstås i alla världens länder, så han beslöt engagera sina döttrar som röstskådespelare och begränsade språket till små icke-lingvistiska ljud och utrop för att uttrycka mullvadens olika känslor inför sina upplevelser och äventyr. Döttrarna var också de första som fick se filmerna och hjälpte därmed Miler att avgöra om filmens budskap gick hem hos barn. 
Citat av Miler: "Det tog mig lång tid att inse det, men när jag ritar Mullvaden så ritar jag egentligen mig själv."

## Kortfilmer
| Avsnitt | Svensk titel                      | Tjeckisk Titel                | Gjord år | Längd (min) |
| ------- | --------------------------------- | ----------------------------- | -------- | ----------- |
| 00.     | Hur mullvaden fick sina byxor     | Jak krtek ke kalhotkám přišel | 1957     | 11:51       |
| 01.     | Mullvaden och den röda bilen      | Krtek a autíčko               | 1963     | 14:30       |
| 02.     | Mullvaden och raketen             | Krtek a raketa                | 1966     | 08:40       |
| 03.     | Mullvaden och radion              | Krtek a transistor            | 1968     | 08:10       |
| 04.     | Mullvaden och den gröna stjärnan  | Krtek a zelená hvězda         | 1969     | 07:30       |
| 05.     | Mullvaden och tuggummit           | Krtek a žvýkačka              | 1969     | 07:20       |
| 06.     | Mullvaden på zoo                  | Krtek v Zoo                   | 1969     | 06:05       |
| 07.     | Mullvaden som trädgårdsmästare    | Krtek zahradníkem             | 1969     | 06:55       |
| 08.     | Mullvaden och igelkotten          | Krtek a ježek                 | 1970     | 08:25       |
| 09.     | Mullvaden och klubban             | Krtek a lízátko               | 1970     | 08:00       |
| 10.     | Mullvaden och TV-apparaten        | Krtek a televizor             | 1970     | 05:30       |
| 11.     | Mullvaden och paraplyet           | Krtek a paraplíčko            | 1971     | 07:10       |
| 12.     | Mullvaden som målare              | Krtek maliřem                 | 1972     | 09:35       |
| 13.     | Mullvaden och tändsticksasken     | Krtek a zápalky               | 1974     | 05:30       |
| 14.     | Mullvaden och musiken             | Krtek a muzika                | 1974     | 05:15       |
| 15.     | Mullvaden och telefonen           | Krtek a telefon               | 1974     | 05:25       |
| 16.     | Mullvaden som kemist              | Krtek chemikem                | 1974     | 05:30       |
| 17.     | Mullvaden och den flygande mattan | Krtek a koberec               | 1975     | 05:40       |
| 18.     | Mullvaden och ägget               | Krtek a vejce                 | 1975     | 05:35       |
| 19.     | Mullvadens julafton               | Krtek o Vánocích              | 1975     | 05:45       |
| 20.     | Mullvaden som fotograf            | Krtek fotografem              | 1975     | 05:45       |
| 21.     | Mullvaden som urmakare            | Krtek hodinářem               | 1975     | 05:25       |
| 22.     | Mullvaden och bulldozern          | Krtek a buldozér              | 1975     | 05:43       |
| 23.     | Mullvaden i öknen                 | Krtek na poušti               | 1975     | 05:52       |
| 24.     | Mullvaden på karneval             | Krtek a karneval              | 1976     | 05:25       |
| 25.     | Mullvaden och kolet               | Krtek a uhlí                  | 1995     | 04:10       |
| 26.     | Mullvaden och hans vänner         | Krtek a kamarádi              | 1995     | 05:18       |
| 27.     | Mullvadens helg                   | Krtek a víkend                | 1995     | 05:05       |
| 28.     | Mullvaden och robotarna           | Krtek a robot                 | 1995     | 05:00       |
| 29.     | Mullvadens födelsedagsfest        | Krtek a oslava                | 1995     | 05:04       |
| 30.     | Mullvaden och den lilla ankan     | Krtek a kachničky             | 1995     | 05:00       |
| 31.     | Mullvaden i tunnelbanan           | Krtek a metro                 | 1997     | 05:00       |
| 32.     | Mullvaden och svamparna           | Krtek a houby                 | 1997     | 04:28       |
| 33.     | Mullvaden och den lilla musen     | Krtek a myška                 | 1997     | 05:19       |
| 34.     | Mullvaden och den lilla haren     | Krtek a zajíček               | 1997     | 05:11       |
| 35.     | Mullvaden och mamman              | Krtek a maminka               | 1997     | 05:20       |
| 36.     | Mullvaden och översvämningen      | Krtek a potopa                | 1997     | 05:04       |
| 37.     | Mullvaden och snögubben           | Krtek a sněhulák              | 1998     | 05:09       |
| 38.     | Mullvaden på stranden             | Krtek a zajíček ?             | 1998     | 01:15       |
| 39.     | Mullvaden och flöjten             | Krtek a flétna                | 1999     | 05:05       |
| 40.     | Mullvaden och källan              | Krtek a pramen                | 1999     | 05:33       |
| 41.     | Mullvaden och kverulanten         | Krtek a šťoura                | 1999     | 05:21       |
| 42.     | Mullvaden och svalan              | Krtek a vlaštovka             | 2000     | 04:25       |
| 43.     | Mullvaden och den lilla fisken    | Krtek a rybka                 | 2000     | 05:02       |
| 44.     | Mullvaden och den lilla grodan    | Krtek a žabka                 | 2002     | 05:20       |
| 45.     | Mullvaden och snigeln             |                               |          | 00:59       |

## Filmer
| Svensk titel               | Tjeckisk titel       | Gjord år | Längd (min) |
| -------------------------- | -------------------- | -------- | ----------- |
| Mullvaden kommer till stan | Krtek ve městě       | 1982     | 28:31       |
| Mullvadens dröm            | Krtek ve snu         | 1985     | 28:09       |
| Mullvaden och medicinen    | Krtek a medicína     | 1987     | 28:08       |
| Mullvaden som filmstjärna  | Krtek filmová hvězda | 1988     | 27:47       |
| Mullvaden och örnen        | Krtek a orel         | 1992     | 28:05       |
| Mullvaden och gökuret      | Krtek a hodiny       | 1994     | 28:04       |